# Coti-Chiavari
Coti-Chiavari (en idioma corso Coti è Chjavari) es una comuna francesa del departamento de Córcega del Sur, en la colectividad territorial de Córcega.

## Demografía
| 259 | 270 | 285 | 340 | 399 | 490 | 677 | 769 |
| Para los censos de 1962 a 1999 la población legal corresponde a la población sin duplicidades (Fuente: INSEE [Consultar]) |     |     |     |     |     |     |     |